# Емпатија
Емпатија (од грч.  — у; и грч.  — осећање, страст) дословно означава уосећавање, уживљавање. Емпатија подразумева способност да се емоционално разуме шта друга особа доживљава. У суштини, то је стављање у туђу позицију и доживљавање туђих осећаја. Термин емпатија је први пут уведен 1909. године од стране психолога Едвард Б. Тичнера, као превод немачког термина einfühlung (што значи „осећам за”). Емпатија нам омогућава да разумемо друге и, често нас „присиљава” да предузму мере како би ублажили патњу друге особе. Типови емпатије су когнитивна емпатија, емоциона емпатија, и сoматска емпатија.

## Етимологија
Реч емпатија је изведена из античке грчке речи εμπάθεια (empatheia, са значењем „психичка наклоност или суосећање”). Она потиче од речи („суосецање"). Овај терми су адаптирали Херман Лоц и Роберт Вишер чиме су формирали немачку реч Einfühlung („саосећање”), коју је на енглески превео Едвард Тиченер као емпатија.

## Дефиниције

### Опште
Од свог увођења у енглески језик, емпатија је имала широк спектар (понекад супротстављених) дефиниција и међу истраживачима и међу лаицима. Дефиниције емпатије обухватају широк спектар феномена, укључујући бригу о другим људима и жељу да им се помогне; доживљавање емоција које одговарају емоцијама друге особе; разлучивање шта друга особа мисли или осећа; и умањивање разлика између себе и другог.
Пошто емпатија укључује разумевање емоционалних стања других људи, начин на који се карактерише произилази из начина на који се карактеришу емоције. На пример, ако емоције карактеришу телесна осећања, онда ће се разумевање телесних осећања другог сматрати централним за емпатију. С друге стране, ако емоције карактерише комбинација веровања и жеља, онда ће разумевање тих веровања и жеља бити важније за емпатију. Способност да себе замислите као другу особу је софистициран процес. Међутим, основна способност препознавања емоција код других може бити урођена и може се постићи несвесно. Емпиријска истраживања подржавају различите интервенције за побољшање емпатије.
Емпатија није све или ништа; него, особа може бити мање или више емпатична према другом. Парадигматично, особа показује емпатију када саопштава тачно препознавање значаја намерних радњи друге особе, повезаних емоционалних стања и личних карактеристика на начин који се чини тачним и подношљивим за препознату особу.
Нечија способност да препозна телесна осећања другог повезана је са нечијим имитативним капацитетима и чини се да је заснована на урођеној способности да повеже телесне покрете и изразе лица које неко види код другог са проприоцептивним осећањима да сам производи те одговарајуће покрете или изразе.

### Разлике између емпатије и сродних појмова
Саосећање и симпатија су термини повезани са емпатијом. Човек осећа саосећање када примети да су други у невољи и то осећање мотивише ту особу да помогне. Као и емпатија, саосећање има широк спектар дефиниција и наводних аспеката (који се преклапају са неким дефиницијама емпатије). Симпатија је осећај бриге и разумевања за некога коме је потребна. Неки у саосећање укључују емпатичну бригу за другу особу и жељу да је виде у бољим околностима или срећнију.

## Историја
Термин потиче из естетике. Немачки филозоф и психолог Теодор Липс (Lipps) је почетком 20. века увео израз уживљавање, у енглеском преводу empathy (емпатија), да би њиме означио „уношење“ (путем интуиције и моторне мимикрије) властитих ставова и осећања у неко уметничко дело или природну појаву (натмурен облак, ведар дан итд.).

## Основне поставке
Емпатија подразумева емоционално стапање особе са објектом свог естетског доживљаја. Мада је за појаву уживљавања парадигматична емпатија у рецепцији уметничког дела, по Липсу, ова појава је општија и јавља се и ван сфере уметничког. 
Емпатија се разликује од симпатије у томе што симпатија заснива на пасивној вези, док емпатија обично укључује много активнији однос и покушај да се разуме друга особа.
На примарном нивоу, постоје два главна фактора који доприносе нашој способности да доживимо емпатију: генетика и социјализација. У суштини, то се своди на релативне доприносе природе и прастара васпитања унутар друштва или породице.
Међутим у савременом дехуманизованом друштву људи постају жртве емпатије: јер падају у замку размишљања да су поједини људи другачији од нас и да они не осећају и не понашају се исто као и ми. Ово је посебно изражено у случајевима када су људи физички удаљени од нас. У таквим условима када гледамо извештаје катастрофа или сукоба у страној земљи, код појединаца се ствара вероватно другојачији осећај емпатије јер мислимо да су они који пате фундаментално другачији од нас. У таквим условима понекад када друга особа претрпи ужасно искуство, људи греше и окривљују жртву за своје околности. Колико често се код људи чује став; шта је жртва злочина могао да учини да се изазове напад? Ова тенденција произлази из наше потребе да верујемо да је свет фер и праведно место. Ако верујемо да људи добију оно што заслужују и заслужују оно што добијају, то нас чини нереалним да мислимо да се такве страшне ствари никада не би могле нама десити.
У друштвеним односима постоји нешто што Кендас Кларк назива „резервама емпатије" као неку врсту претходних заслуга које појединцима омогућавају да траже разумевање, емпатију и опроштење других људи када нешто згреше, постану жртва итд.
Динамика емпатије у савременој култури, има карактер размене, као и специфичне стратешке драматургије. Културна правила диктирају да чланове породице имају највећу резерву емпатије, као и да појединци који имају већу друштвену вредност (у контексту образовања, богатства, ауторитета, лепоте, славе, итд.) такође имају значајне количина емпатије од других.

## Емпатија у психологији
У психологији, термин емпатија употребљава се да означи процес непосредног уживљавања у емоционална стања, мишљење и понашање како људи тако и свих осталих осећајних живих бића. Емпатија представља непосредно сазнање осећања, жеља и намера других осећајних живих бића, за разлику од симпатије која подразумева саживљавање са осећањима других осећајних живих бића, саучествовање у емоционалном стању других. Нпр. када путем симпатије откривамо страх или бол другог живог бића без обзира на врсту, ми првенствено знамо шта они осећају, а када преко емпатије доживљавамо ова осећања која имају друга осећајна жива бића, тада и сами проживљавамо, осећамо страх или бол. 
Емпатија је такође могуће повезати са емоционалним и социјалним проблемима као што су стрес, развод, усамљеност, виктимизација, незадовољство радом итд, А институција предузетника емпатије је у функцији смањивања ових психичких проблема. Занимљиво је да поједини истраживачи тврде да друштвене науке имају сличну функцију када се баве темама попут расизма, сексизма, патријархата, дискриминације, положаја ниже класе итд.
У психоанализи и психотерапији уопште, емпатија као способност да „будемо други“ јесте несвесни канал комуникације терапеутовог предсвесног и несвесног са несвесним пацијента. По Фројду, емпатија је дериват процеса идентификације са објектом. Неки клинички психолози разликују имитативну и пројективну емпатију. Х. А. Мари (Murray) се залаже за примену критичке емпатије у клиничкој психологији.